# Кровохлёбка тупая
Кровохлёбка тупая, или кровохлёбка туполистная (лат. Sanguisorba obtusa) — многолетнее травянистое растение семейства Розовые родом из Японии.

## Ботаническое описание

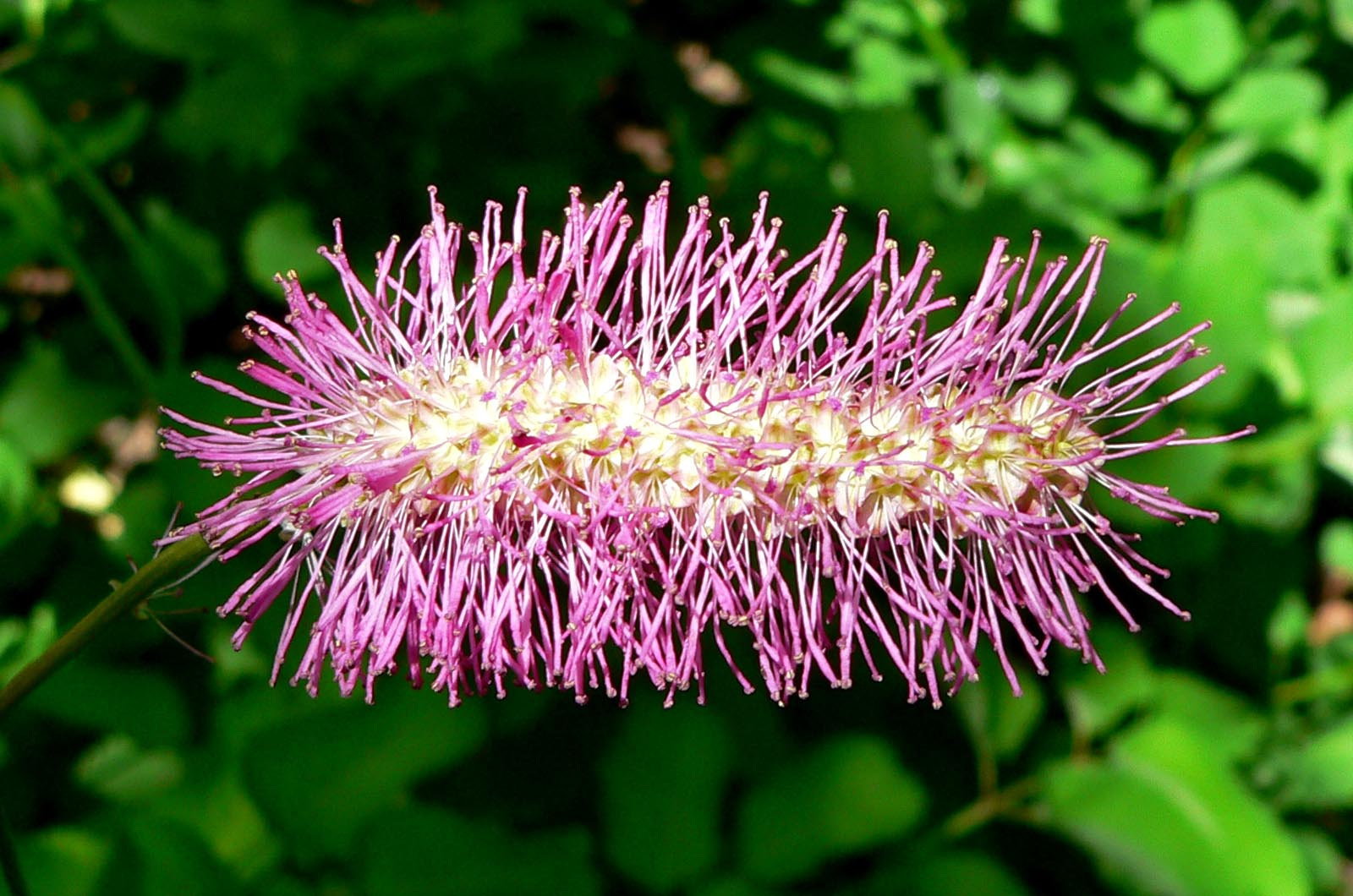
Соцветие

Короткокорневищный зимостойкий многолетник, не выше 100 сантиметров.
Соцветия поникающие, 5-8 см длины, пышные, розово-коралловые, колосовидной формы.
Листья сложные, непарноперистые, зеленовато-серого цвета. Цветение начинается на второй-третий год в периоде с июня по июль. Предпочитает гористую местность.
Ареал: Сибирь, Дальний Восток, Европейская часть России, Япония.
Известна разновидность Sanguisorba obtusa var. amoena Jesson, которую некоторые авторы считают отдельным видом Кровохлёбка хакузанская (Sanguisorba hakusanensis Makino).

## Применение
В культуре с 1910 года. В основном используется в ландшафтном дизайне, флористике, в качестве сухоцветов.
Известен сорт Альба с белыми соцветиями.
Цветет в июне-августе. Морозостоек до минус 29 °C, зоны зимостойкости с 4 по 8.